# Emphysomera gopalpurensis
Emphysomera gopalpurensis là một loài ruồi trong họ Asilidae. Emphysomera gopalpurensis được Joseph & Parui miêu tả năm 1987.